# Тамашек
Тамаше́к (самоназвание ⵜⴰⵎⴰⵌⴰⵆ, араб. تَمَاشَق‎), также тимбукту, кидаль, кидаль-тамашек, тамашекин, — язык юго-восточных туарегов, на котором разговаривает около полумиллиона человек в Северной Африке по южному краю Сахары — в основном, на востоке Мали (около 378 000 человек на 2014 год) и на северо-востоке Буркина-Фасо (около 122 000 человек на 2009 год). Часть откочевала в Алжир (районы Ахаггар, Тидикельт и Туат) в результате засух 1970—1980-х годов. В Мали является одним из официально признанных региональных языков.
Относится к южной группе туарегской ветви берберских языков. Несмотря на то, что язык используется людьми всех возрастов, он находится под угрозой исчезновения. По разным данным, в языке выделяется два диалекта либо три наречия. Для его записи используется несколько алфавитов: тифинаг, а также три алфавита на основе латиницы (нигерийский, малийский и буркинийский).

## Классификация
Тамашек относится к южной группе туарегской ветви берберских языков.

## Название
Самоназвание языка — ⵜⴰⵎⴰⵌⴰⵆ — происходит от корня -máːšæɤ-, который означает «туарегский воин». Самоназвание берберских языков — ⵜⴰⵎⴰⵥⵉⵖⵜ — является когнатом этого названия.

## История
Туарегская миграция в Буркина-Фасо началась около 1850 года из-за опустынивания и продолжается до сих пор. Таким образом тамашек распространился в северо-восточных провинциях страны.
Засухи, продолжавшиеся с начала 1970-х до 1985 года, погубили скот всех туарегов, не живших возле реки Нигер, обрекая на смерть от голода и жажды тысячи людей. Это стало причиной новой волны миграции — прежде всего, в Алжир.
Новая волна миграции началась с процессом реинтеграции в общество участников Туарегского восстания 1990—1995 годов.
В начале 2000-х годов многие туареги начали возвращаться на традиционные территории, некоторые продолжали мигрировать на юг, в Буркина-Фасо.

## Современное положение
В настоящее время тамашек находится под угрозой исчезновения.

### Ареал и численность

Афразийские языки

Язык распространён в северо-западной Африке — в частности, в регионах Гао, Кидаль, Томбукту в Республике Мали. На тамашеке также говорят несколько общин в округе Ювару в области Мопти. В Буркина-Фасо распространён в северо-восточной части страны (провинции Лорум, Ятенга, Удалан). Кроме того, носители встречаются в районах Ахаггар, Тидикельт и Туат в Алжире. Туда они откочевали после засух 1970—1980-х годов.
Общее число носителей на 2014 год составляет приблизительно 500 000 человек, из которых 378 000 живёт в Мали и 122 000 — в Буркина-Фасо. На 2004 год число носителей составляло 270 000 человек.

### Социолингвистика
Язык используется людьми всех возрастов. В качестве второго языка распространён у носителей койра чини, койраборо сенни и тадаксахак.
На территории Мали проводятся курсы грамотности для взрослых, спонсируемые правительством, на которых изучается тамашек. Язык также преподаётся в младшей школе и используется в средствах массовой информации.
Большинство носителей тамашека исповедуют ислам и занимаются отгонным животноводством. Многие сохранили традиционный образ жизни, живя в изолированных деревнях и питаясь молоком и сыром.

### Диалекты
Согласно Ethnologue, различается два диалекта языка тамашек: тадхак (или кидаль) и тимбукту. Glottolog также упоминает диалект тадгхак.
Американский лингвист Джеффри Хит выделяет три главных наречия языка:
- диалекты Каль-Ансар, на которых говорят близ Томбукту;
- диалекты, на которых говорят в Гао и Кидаль, а также возле Томбукту;
- диалекты, на которых говорят в коммунах Гурма и Ансонго в области Гао.

Диалекты Каль-Ансар отличаются менее строгой гармонией кратких гласных, согласно которой [æ] переходит в [ə], если гласная следующего слога — [ə], [i] или [u]. Также в этой группе диалектов большее количество заимствований из арабского, а также присутствуют арабские фарингальные согласные [ħ] и [ʕ].

## Письменность
Примерно с VI века для записи языка тамашек используется собственное письмо тифинаг. Кроме того, иногда используются и латиница. В настоящее время утверждены три официальных алфавита на латинской основе — в Мали, в Буркина-Фасо и в Нигере.
Некоторые туареги, изучавшие арабское богословие, используют арабское письмо для записи, поскольку фонетика языков схожа.
Малийский вариант алфавита состоит из 36 букв расширенной латиницы. Он был принят в 1967 году и реформирован в 1982 году:
| A a | Ă ă | B b | D d | Ḍ ḍ | E e | Ǝ ǝ | F f | G g |
| Ɣ ɣ | H h | Ḥ ḥ | I i | J j | K k | L l | Ḷ ḷ | M m |
| N n | Ŋ ŋ | O o | Q q | R r | S s | Ṣ ṣ | Š š | T t |
| Ṭ ṭ | U u | W w | X x | Y y | Z z | Ž ž | Ẓ ẓ | ʔ   |

В Нигере принят общий алфавит для всех туарегских языков. Он был утверждён в 1999 году и состоит из 42 букв:
| A a | Â â | Ă ă | Ǝ ǝ | B b | C c | D d | Ḍ ḍ | E e |
| Ê ê | F f | G g | I i | Î î | J j | ǰ   | Ɣ ɣ | H h |
| K k | L l | Ḷ ḷ | M m | N n | Ŋ ŋ | O o | Ô ô | Q q |
| R r | S s | Ṣ ṣ | Š š | T t | Ṭ ṭ | U u | Û û | W w |
| X x | Y y | Z z | Ẓ ẓ | Ǧ ǧ |     |     |     |     |

Малийский алфавит был взят за основу при создании буркинийского, хотя есть некоторые отличия. Например, ⟨ǵ⟩ используется вместо ⟨j⟩, а также ударные гласные в статических глаголах обозначаются циркумфлексом, а не удваиваются:
| A a | Ă ă | B b | D d | Ḍ ḍ | E e | Ǝ ǝ | F f |
| G g | Ǵ ǵ | Ɣ ɣ | H h | I i | K k | L l | M m |
| N n | O o | Q q | R r | S s | Ṣ ṣ | Š š | T t |
| Ṭ ṭ | U u | W w | X x | Y y | Z z | Ž ž | Ẓ ẓ |

Также используется письмо тифинаг:
| b | ⵀ |
| d | ⴷ |
| ḍ | ⴹ |
| f | ⵊ |
| g | ⴶ |
| ǵ | ⴶ |
| ɣ | ⵗ |
| h | ⵂ |
| k | ⴾ |
| l | ⵍ |
| m | ⵎ |
| n | ⵏ |
| q | ⵆ |

| r | ⵔ    |
| s | ⵙ    |
| ṣ | ⵙ    |
| š | ⵛ    |
| t | ⵜ    |
| ṭ | ⵜ, ⵟ |
| w | ⵓ    |
| x | ⵈ    |
| y | ⵉ    |
| z | ⵣ    |
| ẓ | ⵌ, ⵤ |
| ž | ⵣ    |

Первичное ударение обозначается акутом, а вторичное ударение — грависом.

## Лингвистическая характеристика

### Фонетика и фонология

#### Гласные звуки
Гласные звуки языка тамашек:
|                | Задние | Средние | Передние | Передние |
| -------------- | ------ | ------- | -------- | -------- |
| Верхние        | [u]    |         | [i]      | [i]      |
| Средние        |        | [ə]     |          |          |
| Средне-высокие | [o]    |         | [e]      | [e]      |
| Нижние         | [ɑ]    |         | [a]      | [æ]      |

|                | Задние | Средние | Передние |
| -------------- | ------ | ------- | -------- |
| Верхние        | [uː]   |         | [iː]     |
| Средние        |        | [əː]    |          |
| Средне-высокие | [oː]   |         | [eː]     |
| Нижние         | [ɑː]   |         | [aː]     |

|                | Задние | Средние | Передние |
| -------------- | ------ | ------- | -------- |
| Верхние        | [ũ]    |         | [ĩ]      |
| Средние        |        | [ə̃]     |          |
| Средне-высокие | [õ]    |         | [ẽ]      |
| Нижние         | [ɑ̃]    |         | [ã]      |

В тамашеке нет дифтонгов. В конце слов встречаются только долгие гласные.

#### Согласные звуки
Согласные звуки языка тамашек:
|             |             | Губные  | Губные    | Альвеол. | Альвеол.  | Палато-альвеол. | Велярные | Увуляр. | Фаринг. | Ларинг. | Ларинг. |
| Простые     | Фарингал.   | Простые | Фарингал. | Простые  | Фарингал. | Палато-альвеол. | Велярные | Увуляр. | Фаринг. |         |         |
| ----------- | ----------- | ------- | --------- | -------- | --------- | --------------- | -------- | ------- | ------- | ------- | ------- |
| Взрывные    | Глухие      | [p]     |           | [t]      | [tˤ]      | [tʃ]            | [k]      | [q]     |         | [ʔ]     |         |
| Взрывные    | Звонкие     | [b]     | [bˤ]      | [d]      | [dˤ]      | [gʲ]            | [g]      |         |         |         |         |
| Фрикатив.   | Глухие      | [f]     |           | [s]      | [sˤ]      | [ʃ]             |          | [χ]     | [ħ]     | [h]     | [hˤ]    |
| Фрикатив.   | Звонкие     |         |           | [z]      | [zˤ]      | [ʒ]             | [ɣ]      | [ʁ]     | [ʕ]     |         |         |
| Аффрикаты   | Аффрикаты   |         |           |          |           | [d͡ʒ]            |          |         |         |         |         |
| Носовые     | Носовые     | [m]     |           | [n]      |           | [ɲ]             | [ŋ]      |         |         |         |         |
| Боковые     | Боковые     |         |           | [l], [ɫ] | [lˤ]      |                 |          |         |         |         |         |
| Дрожащие    | Дрожащие    |         |           | [r]      |           |                 |          |         |         |         |         |
| Полугласные | Полугласные | [w]     |           |          |           | [j]             |          |         |         |         |         |

Звуки [p], [tˤ], [sˤ], [ɫ], [q], [ħ], [ʕ] и [ʔ] встречаются, в основном, в заимствованных словах. В частности, звуки [sˤ], [ɫ], [ħ], [ʕ] и [ʔ] были заимствованы из арабского языка.

#### Ударение
В глаголах тамашека ударение падает на первый либо на предпоследний слог. Исключение составляют глаголы результативного и длительного несовершенного времени. В остальных частях речи ударение не закреплено.

### Морфология

#### Существительное
В языке тамашек различается 2 рода — мужской и женский, и два числа — единственное и множественное. Для их выражения используется главным образом аффиксация, но может также использоваться аблаут или его сочетание с аффиксацией. Большинство существительных, независимо от рода, имеют гласную приставку — -æ-/-ə, -a- или -e- в единственном числе и i- во множественном; некоторые существительные не имеют такой приставки, например, deké «корзина». Существительное женского рода дополнительно помечаются приставкой t-. В существительных женского рода единственного числа необходим суффикс -t, поэтому получается t-…-t. В основах, заканчивающихся на гласный, необходим внутренний суффикс -t-, поэтому получается t-…-t-t. В дополнение к приставке множественного числа -i- необходим суффикс, зависящий от рода: -en или -ten для женского рода и -æn или -tæn для мужского. Иногда множественное число выражается только аблаутом, то есть гласный меняется без суффиксов: æ̀-ɣata «крокодил» — ì-ɣata «крокодилы».
| Число         | Род     | Правила                                                       | Пример       | Перевод    |
| ------------- | ------- | ------------------------------------------------------------- | ------------ | ---------- |
| Единственное  | Мужской | Приставка ед. ч. (-æ-/-ə, -a- или -e-)                        | æxxú         | «Чудовище» |
| Единственное  | Женский | Приставка ед. ч. + аффиксы женского рода (t-…-(t)t)           | t-æ-s-ȁnan-t | «Скворец»  |
| Множественное | Мужской | Приставка мн. ч. (-i-) + суффикс мужского рода (-æn или -tæn) | i-xxú-tæn    | «Чудовища» |
| Множественное | Женский | Приставка мн. ч. + суффикс женского рода (-en или -ten)       | t-i-s-ànan-t | «Скворцы»  |

Для определения принадлежности используется адлог ə̀n:
| t-e-fæ̏tel-t     | ən         | bə́t̩ron |
| f-sg-лампа-f    | адлог.прит | бензин |
| «газовая лампа» |            |        |

##### Редукция приставок
У существительных-субъектов, которые стоят после глагола, редуцируются гласные в приставках: например, приставка множественного числа -i- изменяется на -ə- или вовсе исчезает. Приставки, которые уже представляют собой краткие гласные, не редуцируются.
При редукции приставок позиция ударения не изменяется. Если ударение стоит на приставке, которая при редукции исчезает, то оно переносится на предыдущий по порядку слог: например ,t-í-hatt-en «овцы» в местном падеже будет dæɣ t-è-hatt-en, в диалектном варианте — dæ̀ɣ t-ø-hatt-en.

#### Глагол
Глагол в языке тамашек спрягается по лицам, числам и родам. Для спряжения глагола используются аффиксы: например, спряжение глагола ə̀jjəš «входить» в повелительном наклонении второго лица:
| Число | Род     | Суффикс | Пример    |
| ----- | ------- | ------- | --------- |
| Един. | N/A     | нет     | ə̀jjəš     |
| Множ. | Мужской | -æt     | ə̀jjə̏š-æt  |
| Множ. | Женский | -mæt    | ə̀jjə̏š-mæt |

В языке тамашек различаются три вида: совершенный, непродолжительный несовершенный и продолжительный несовершенный, которые различаются чередованием. Например, глагол совершенного настоящего времени òšæl «убегать» изменяется в результатив òšal. Таким же образом образуется отрицательная форма глаголов совершенного вида, например, ə̀hlek «разрушить» — ə̀hlæk «не разрушить».
Непродолжительный несовершенный вид образуется с частицей àd.
В языке тамашек три наклонения: изъявительное, повелительное и прохибитив.
Также есть несколько залогов: причинительный, среднестрадательный, страдательный и взаимный. Они образуются приставками и аблаутами.
Все глаголы могут образовывать отглагольные существительные благодаря аблауту.
При помощи прибавления суффиксов также образуется гортатив (суффикс -et):
| n-əkrəbbə̏-t-et        |
| мы-пробовать-ауг-горт |
| «давайте попробуем!»  |

Будущее время образуется путём добавления приставки àd или алломорфа a-:
| a-tt-ín                | ìtaw-æɤ                     |
| буд-3л.м.ед.об-центриф | прощать.непрод.несов-ед.суб |
| «я прощу ему»          |                             |

#### Причастие
Причастия изменяются по числам и по родам (но не по лицам). Обычно они образуются от глаголов совершенного вида, продолжительного несовершенного вида и результатива.

#### Клитика
Клитика в тамашеке присоединяется к первому слову в клаузе (например, комплементатор или частицы отрицания или будущего времени).

### Синтаксис
Базовый порядок слов в тамашеке — VSO (глагол-субъект-объект). Простые клаузы имеют вид «глагол + клитика — субъект — объект». Когда и субъект, и объект выражены существительными, субъект предшествует объекту:
| ənhæ̀y-æn                | médd-æn     | élu  |
| видеть.сов.полож-они    | мужчина-они | слон |
| «Мужчины увидели слона» |             |      |

Вспомогательные части речи часто стоят перед глаголом — например, частица будущего времени àd: àd i-jə́l «он будет уходить».

### Лексика
Среди соседних языков тамашека наиболее на него повлиял арабский. Большинство заимствований касаются ислама и шариата (молитва, дни недели, лунные месяцы).

### Комментарии
1. 1 2 3 4 5 6 7 8 9 10  Лингвист Хит использует тут знаки МФА для записи языка.